# Monica Arac de Nyeko

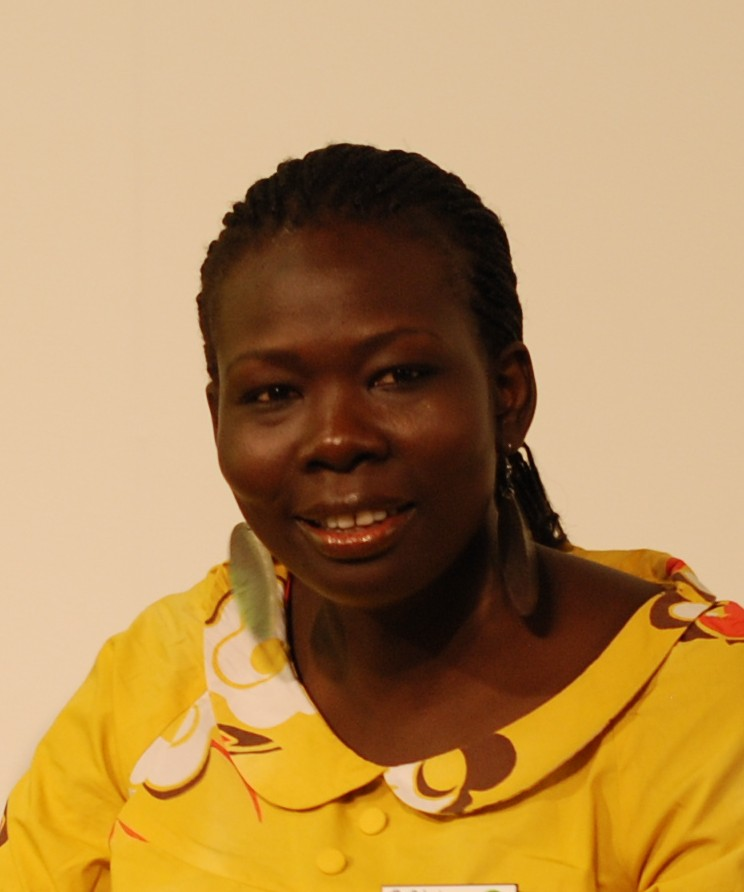
Monica Arac de Nyeko (2010)

Monica Arac de Nyeko (geb. 1979) ist eine ugandische Schriftstellerin. Sie wurde insbesondere durch ihre Kurzgeschichte Jambula Tree (2007), die von Wanuri Kahiu unter dem Titel Rafiki (2018) verfilmt wurde, international bekannt.

## Leben
Arac de Nyeko wurde in Norduganda geboren, wo seit Jahrzehnten ein Bürgerkrieg andauert. Sie studierte in Uganda sowie in den Niederlanden und erwarb dort einen Abschluss in humanitärer Hilfe. Anschließend arbeitete sie als Literaturdozentin und in der Entwicklungszusammenarbeit unter anderem in Italien und im Sudan. Derzeit lebt sie in Kenia, wo sie für eine internationale Hilfsorganisation tätig ist.

## Wirken
Arac de Nyeko verbindet in ihrem literarischen Schaffen persönliche Beobachtungen mit gesellschaftskritischen Themen wie Armut, Konflikten und Familienstrukturen. Sie arbeitet häufig mit ausdrucksstarken Sprachbildern und bezieht sich musikalisch auf ihre kulturellen Wurzeln. Ihr Kurzgeschichte Strange Fruit wurde im Jahr 2004 für den Caine Prize for African Writing nominiert.
Weltweite Aufmerksamkeit erhielt sie jedoch vor allem durch ihre Kurzgeschichte Jambula Tree (2007), in der die Beziehung zweier junger Mädchen im homophoben Umfeld Ugandas thematisiert wird. Das Werk wurde in der Anthologie African Love Stories (Ayebia Clarke Publishing) veröffentlicht und löste kontroverse Reaktionen aus. Die kenianische Regisseurin Wanuri Kahiu adaptierte die Kurzgeschichte unter dem Titel Rafiki (2018) und stellte damit den Kampf gegen Homophobie und religiöse Dogmen in den Mittelpunkt. Jamal Mahjoub, Vorsitzender der Jury beim Caine Prize 2007, bezeichnete Jambula Tree als „eine geistreiche und berührende Darstellung einer Gemeinschaft, die für immer von einer Liebe verändert wird, die sich zwischen zwei Jugendlichen entfaltet“.

## Auszeichnungen
Im Jahr 2007 wurde Arac de Nyeko für ihre Kurzgeschichte Jambula Tree mit dem mit 20.000 US-Dollar dotierten Caine Prize for African Writing ausgezeichnet. Im Jahr 2014 wurde sie zu den Africa39 gezählt, einer Auswahl der vielversprechendsten afrikanischen Autoren unter 40 Jahren.